# John McCain
John Sidney McCain III (Coco Solo, Panamakanaalzone, 29 augustus 1936 – Cornville, Arizona, 25 augustus 2018) was een Amerikaans politicus van de Republikeinse Partij. Hij was de senator voor Arizona van 1987 tot aan zijn dood in 2018. Hij was lid van het Huis van Afgevaardigden voor het 1e congresdistrict van Arizona van 1983 tot 1987. McCain was de presidentskandidaat van de Republikeinse Partij voor de Amerikaanse presidentsverkiezingen in 2008 maar verloor uiteindelijk van de Democratische kandidaat Barack Obama.

## Jeugd en opleiding
McCain was afkomstig uit een militaire familie. Zowel zijn grootvader, John S. McCain sr., als zijn vader, John S. McCain jr., was admiraal bij de Amerikaanse marine. Zijn moeder Roberta Wright McCain (1912–2020) overleefde haar zoon met twee jaar en overleed op 12 oktober 2020 op de leeftijd van 108.
McCain zelf studeerde in 1958 af als luitenant-ter-zee aan de United States Naval Academy, met een BSc.

## Vietnamoorlog en krijgsgevangenschap

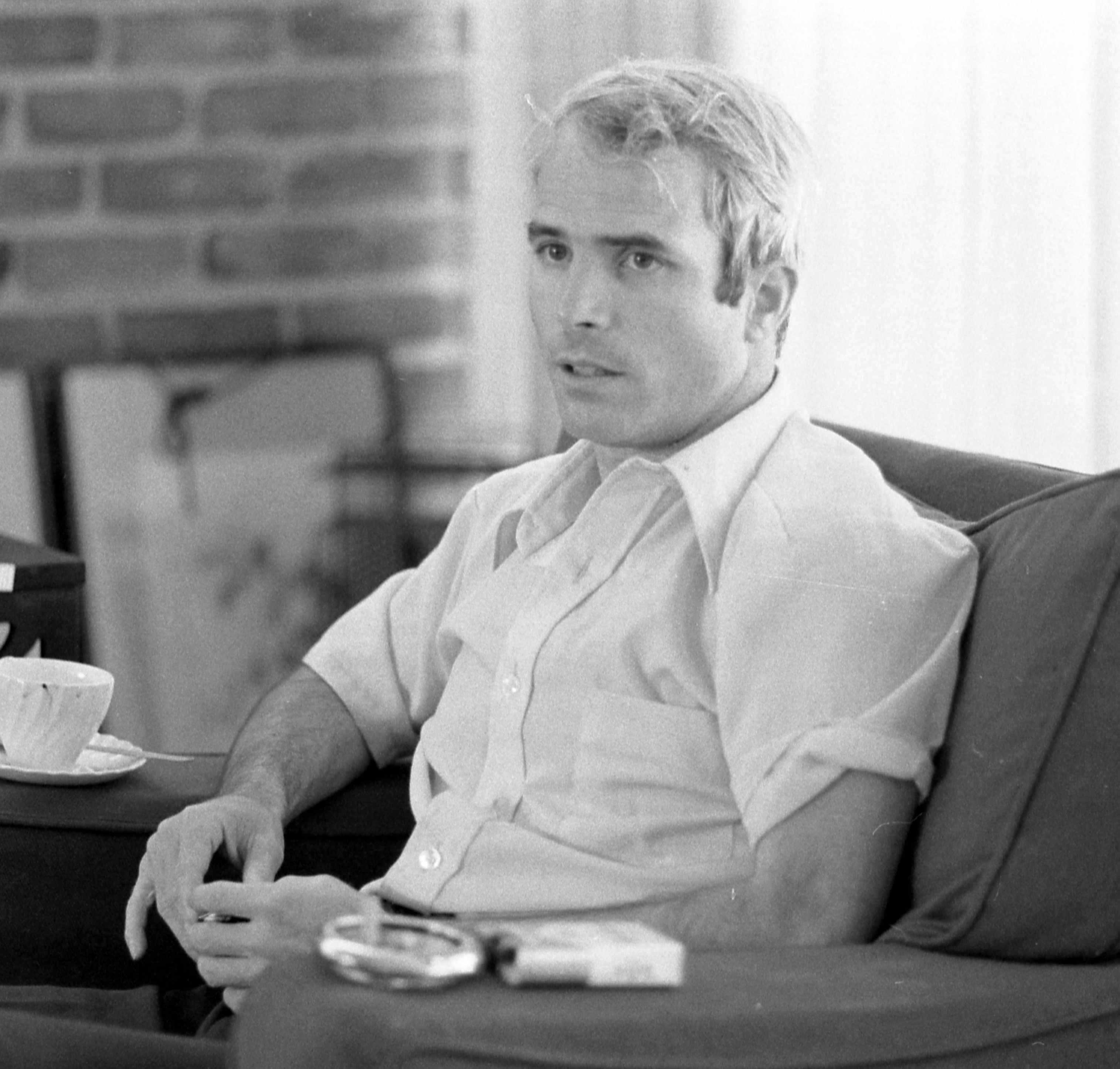
McCain in 1973, kort na zijn vrijlating uit Noord-Vietnamese krijgsgevangenschap

McCain werd vervolgens gevechtspiloot bij de Amerikaanse marine opererend vanaf vliegdekschepen. Tijdens de Vietnamoorlog ontsnapte hij ternauwernood aan de dood bij een zware brand op het vliegdekschip USS Forrestal (CV-59). Later in de oorlog, in 1967, werd hij tijdens zijn drieëntwintigste bombardementsvlucht boven Noord-Vietnam neergeschoten door het Noord-Vietnamese leger. Hierbij raakte hij zwaargewond en hij werd ruim vijf jaar krijgsgevangen gehouden. Toen de Noord-Vietnamezen te weten kwamen dat hij de zoon van admiraal McCain was, wilden zij hem vrijlaten. De jonge McCain bedankte hiervoor, tenzij Noord-Vietnam ook de andere krijgsgevangenen, die vóór hem gevangen waren genomen, zou vrijlaten. Gedurende zijn gevangenschap werd hij gemarteld. Uiteindelijk werd hij dankzij de Parijse Vredesakkoorden in 1973 vrijgelaten.

## Congres
In 1981 verliet McCain de marine met de rang van 'captain', in Nederland vergelijkbaar met kapitein-ter-zee, en verhuisde naar Arizona. Hij werd in 1982 verkozen in het Huis van Afgevaardigden. Na twee termijnen als afgevaardigde werd hij in 1986 verkozen tot de Amerikaanse Senaat. Alhoewel hij ideologisch onder het Amerikaans conservatisme te scharen valt, maakte McCain naam als een politicus met een eigen mening, die er niet voor terugschrok van het standpunt van zijn eigen partij af te wijken. Eind jaren tachtig was McCain een van de vijf senatoren die werden beschuldigd van omkoping in het Keating Five-schandaal. McCain overleefde dit schandaal en kreeg een reprimande van het Congres.
McCain was kandidaat voor de nominatie van de Republikeinse Partij voor de presidentsverkiezingen van 2000 maar werd verslagen door George W. Bush, na enkele hevig uitgevochten voorverkiezingen in het vroege stadium van de race. Na onverwachts de voorverkiezing in New Hampshire en Michigan te hebben gewonnen, moest McCain in South Carolina Bush voor zich laten. Het was ook het einde van zijn kansen om de voorverkiezingen nog te winnen. McCain trok zich terug op 9 maart 2000 en sprak zijn steun uit voor Bush.

## Republikeinse nominatie 2008

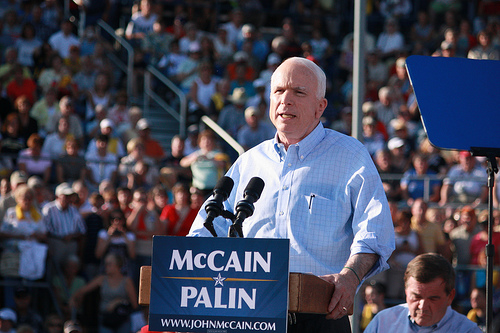
McCain tijdens zijn presidentscampagne (augustus 2008)

McCain werd lang getipt door de pers als de sterkste kandidaat voor de Republikeinse nominatie voor de presidentsverkiezingen in 2008, ondanks dat hij op dat moment reeds 71 jaar oud was. Toch raakte zijn campagne al in een vroeg stadium in zware problemen, vooral door budgetproblemen. McCains situatie werd er niet beter op toen hij in de media kwam met zijn wetsvoorstel voor hervorming van de immigratiewetten. Deze zouden de facto een amnestie inhouden voor illegale vreemdelingen. Voor een deel van de achterban van de Republikeinse Partij was een dergelijke amnestie onbespreekbaar. De campagne van McCain leek dan ook ten dode opgeschreven.
In de laatste maanden van 2007 maakte McCain echter een onverwachte comeback. Op 3 januari 2008 eindigde hij als vierde in de caucus in Iowa, om vervolgens in januari 2008 een aantal belangrijke voorverkiezingen te winnen, onder meer in New Hampshire, op 19 januari in South Carolina en vervolgens op 29 januari in Florida. McCain werd daardoor opnieuw de sterkste kandidaat voor de Republikeinse nominatie. Deze comeback was volgens politieke experts te danken aan zijn steun voor de 'surge' (troepenvermeerdering) in Irak, ook toen de meeste Amerikaanse politici daar zeer weigerachtig tegenover stonden. Toen in de loop van 2007 de situatie in Irak verbeterde en het sektarisch geweld minder werd, plukte McCain de vruchten van zijn steun. McCain verstevigde zijn positie door op Super Tuesday, in februari 2008, onder andere de zeer belangrijke voorverkiezingen van Californië en New York te winnen. Daarmee schakelde hij zijn voornaamste tegenstander, Mitt Romney, uit. Romney trok zich op 7 februari terug uit de race. McCain had inmiddels de steunbetuigingen ontvangen van zijn vroegere tegenstander Romney en de oud-presidenten George H.W. Bush en George W. Bush. Door zijn imago van eigenzinnig politicus had McCain veel aanhang bij gematigde Republikeinen en onafhankelijke kiezers. Vele conservatieve politici van zijn eigen partij stonden echter sceptisch tegenover hem.
Op 29 augustus 2008 maakte McCain bekend dat hij de Alaskaanse gouverneur Sarah Palin had gekozen als running mate. Palin was het middelpunt van enkele schandalen maar wist zich wel in korte tijd tot een icoon van 'family values' te kronen, door bijvoorbeeld "no sex before marriage" te propageren.
McCains en Palins nominaties werden op de Republikeinse Partijconventie, van 1 tot 4 september, officieel bevestigd. Tijdens de verkiezingen op 4 november verloor hij echter van Barack Obama.
McCain schortte op 24 september 2008 zijn campagne voor korte tijd op vanwege de financiële crisis in de Verenigde Staten. Hij zei zich in Washington te willen buigen over een oplossing. Reeds twee dagen later hervatte hij zijn campagne als presidentskandidaat. Op dat moment was er echter nog geen overeenstemming in Washington over een reddingsplan voor de Amerikaanse economie. Wel was er volgens McCain voldoende vooruitgang geboekt, zodat hij zijn campagne kon hervatten.
In 2012 steunde McCain de kandidatuur voor het presidentschap van de Republikeinse Mitt Romney. Zelf veroverde hij voor de vijfde maal een Senaatszetel voor de staat Arizona.

## Kabinet-Trump
Als loyaal Republikeins boegbeeld bij uitstek bleef McCain, zij het met een toenemende innerlijke worsteling, de verrassend in november 2016 namens de Republikeinse Partij tot president verkozen Donald Trump inhoudelijk steunen. Zelfs nadat Trump tijdens de campagne voor een publiek van aanhangers in een debat op hem reageerde met de sneer: "Ze zeggen dat McCain een oorlogsheld is omdat hij gevangengenomen werd. Ik houd meer van mensen die niet gevangen genomen werden. Misschien was hij een oorlogsheld, maar zojuist zei hij een heleboel slechte dingen over een heleboel mensen."
Trumps minachtende uitlatingen over vrouwen en het bluffen over zijn eigen seksueel intimiderende gedrag, getuige een op 7 oktober 2016 gepubliceerde video, waren voor McCain aanleiding om alsnog zijn steun aan de kandidatuur van Trump in te trekken. Hij steunde echter evenmin Hillary Clinton, maar zei de naam van een in zijn ogen goede conservatieve Republikein, die hij wel gekwalificeerd achtte om president te zijn, op zijn stembiljet te zullen schrijven.
Op 8 november 2016 slaagde McCain erin om voor de zesde maal een zetel in de Senaat te veroveren, ten koste van zijn Democratische rivaal Ann Kirkpatrick.

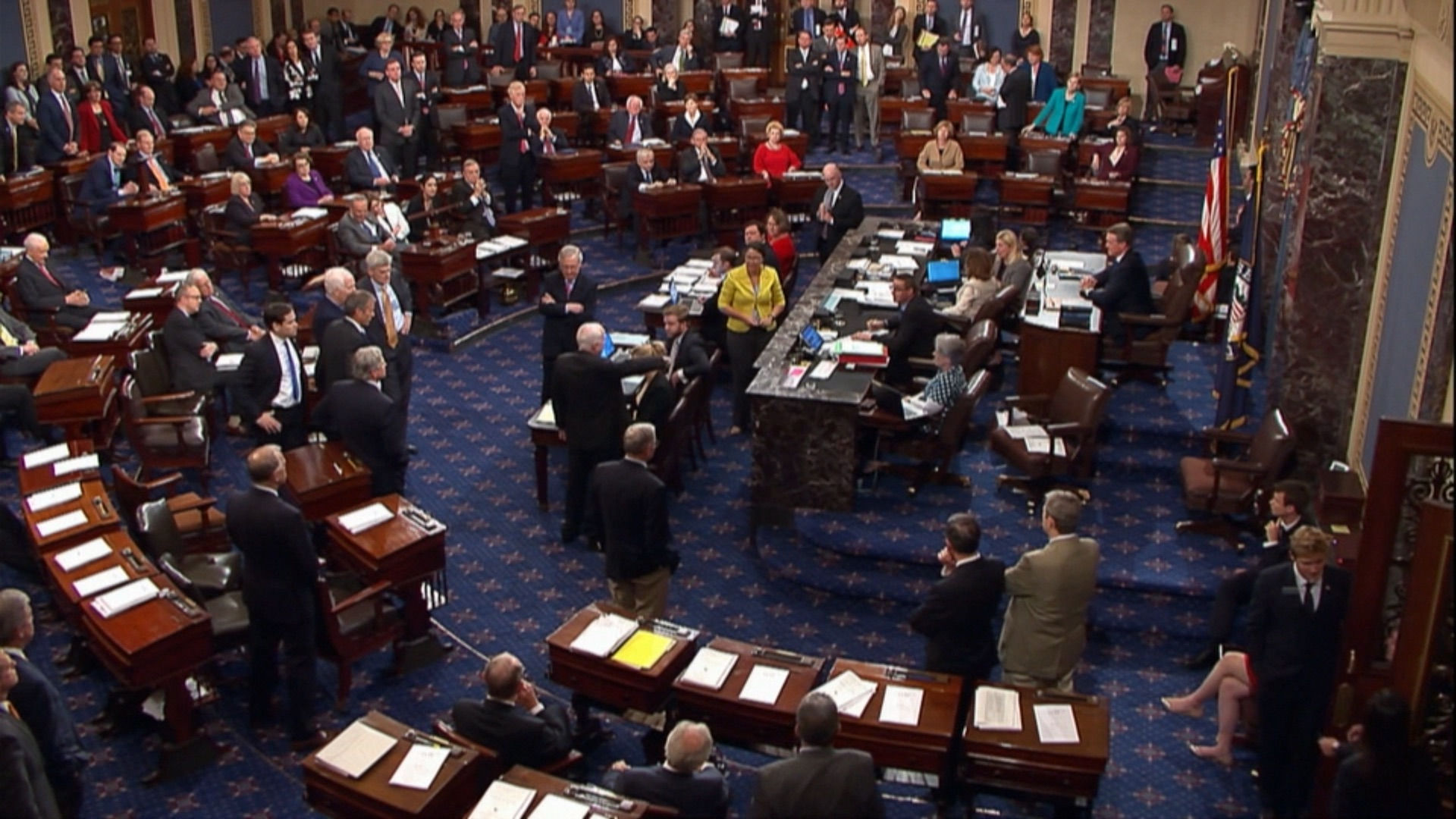
McCain stemt tegen een hervorming van 'Obamacare' met een duim-omlaag-gebaar

Gedurende de eerste anderhalf jaar van zijn ambtstermijn bleef McCain president Trump politiek-inhoudelijk steunen op grote beleidspunten, zoals de ziektekostenverzekering en de belastinghervormingen. Nochtans haalde hij zich Trumps blijvende afkeer op de hals toen hij op 28 juli 2017 met een duim-omlaag-gebaar de goedkeuring van een afslanking van de Obamacare-wet tegenhield. Hij had de laatste en beslissende stem.
Hij was een van de weinige Republikeinen in de Senaat die luid en duidelijk zijn afkeuring uitsprak in de vele gevallen dat Trump weer eens "vanuit de losse pols uit de heup schoot". Een sprekend voorbeeld daarvan was zijn tweet van 9 juni 2018, naar aanleiding van de herroeping van Trump van diens instemming met de conclusie van de G7-top in Canada inzake handelsbeleid, inclusief diens misprijzen van gastheer premier Justin Trudeau. De tweet van de terminaal zieke senator luidde: "Aan onze bondgenoten: onpartijdige meerderheden van Amerikanen blijven voor globalisering en blijven 70 jaar oude bondgenootschappen van gemeenschappelijke waarden steunen. Amerikanen staan naast jullie, ook als onze president dat niet doet!"

## Persoonlijk leven en ziekte
Na een eerder huwelijk was McCain sinds 1980 getrouwd met Cindy McCain. Hij had in totaal zeven kinderen. Zijn zoon Jack McCain studeerde ook aan de United States Naval Academy.
Bij McCain werd in 2000 een melanoom verwijderd – een gevaarlijk soort huidkanker, dat zich makkelijk uitzaait. Daarnaast zijn drie keer voorstadia verwijderd (melanomata in situ), evenals plaveiselcelcarcinomen en basocellulaire carcinomen.
In juli 2017 werd bij hem een bloedprop onder zijn schedel verwijderd, waardoor de stemming over het afschaffen van Obamacare moest worden verdaagd, omdat er anders minder kans was dat de Republikeinen de stemming konden winnen. Tijdens de ingreep bleek dat McCain leed aan een kwaadaardige hersentumor.
Op 24 augustus 2018 werd bekend dat de medische behandeling was stopgezet, en dat hij dus niet langer werd behandeld aan zijn hersentumor. In een verklaring gaf de familie aan: "Met de wilskracht die hem typeert, heeft hij dat besluit zelf genomen." Er zou geen kans meer op genezing zijn. Een dag later overleed hij, bijna 82 jaar oud.
Tijdens de begrafenisplechtigheid op 1 september in de National Cathedral in Washington werden onder meer toespraken gehouden door zijn dochter Meghan, de oud-presidenten George W. Bush en Barack Obama, oud-vice-president Joe Biden, en oud-minister van Buitenlandse Zaken Henry Kissinger. President Donald Trump was uitdrukkelijk niet uitgenodigd.

## Trivia
- McCain speelt in het vijfde seizoen van de televisieserie 24 een kleine rol.[16]
- McCain speelt ook in het zevende seizoen van de televisieserie Parks and Recreation een kleine rol.[16]